# Monareczka czarnoskrzydła
Monareczka czarnoskrzydła (Symposiachrus melanopterus) – gatunek małego ptaka z rodziny monarek (Monarchidae). Jest endemitem archipelagu Luizjadów należącego do Papui-Nowej Gwinei. Jego naturalne siedliska to subtropikalne lub tropikalne wilgotne lasy nizinne oraz subtropikalne lub tropikalne wilgotne zarośla.

## Taksonomia
Gatunek ten został opisany w 1858 roku przez George’a Roberta Graya jako Monarcha melanoptera, później był klasyfikowany jako podgatunek monareczki okularowej (Symposiachrus trivirgatus). W 2021 roku, w oparciu o badania genetyczne i różnice w morfologii, został ponownie podniesiony do rangi gatunku, jednak nie wszyscy autorzy zmianę tę już zaakceptowali.
Nie wyróżnia się podgatunków.

## Morfologia
Kiedyś uznawany za podgatunek monareczki okularowej, jest od niej jaśniejszy i bardziej matowy, ma więcej czerni na gardle, białawą tylną krawędź czarnych pokryw usznych, czarne pokrywy skrzydeł.

## Występowanie
Endemicznie występuje na wyspach archipelagu Luizjadów należącego do Papui-Nowej Gwinei.

## Status zagrożenia
Monareczka czarnoskrzydła nie jest klasyfikowana w Czerwonej księdze gatunków zagrożonych jako osobny gatunek – Międzynarodowa Unia Ochrony Przyrody (IUCN) stosuje starsze ujęcie systematyczne, w którym takson ten wraz z monareczką molucką (S. bimaculatus) wliczany jest do S. trivirgatus.